# Autopista Panamericana

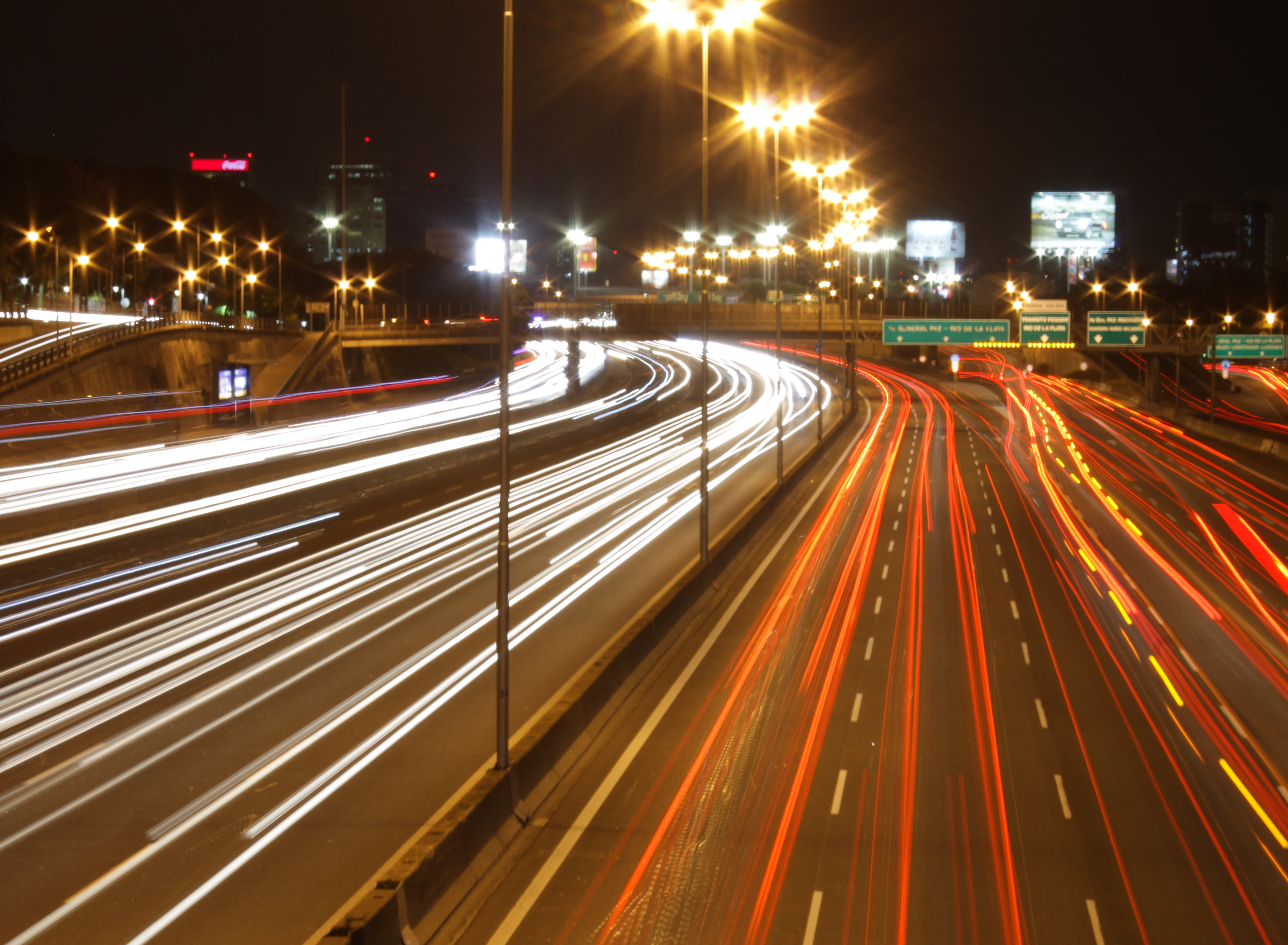
Autopista Panamericana en su paso por Florida.

La Autopista Ingeniero Pascual Palazzo, también conocida como  Autopista Panamericana, Acceso Norte o Ramal Escobar, es un tramo de la Ruta Nacional 9 comprendido entre las localidades bonaerenses de Florida y Campana. Es una de las principales arterias de acceso a la ciudad de Buenos Aires, Argentina.
Tiene comienzo en el intercambiador Acceso Norte de la Avenida General Paz. En el kilómetro 20 se escinde la Ruta Nacional A003, conocida como Ramal Tigre, que lleva como destino la localidad homónima. En el kilómetro 32 se separa el ramal correspondiente a la Ruta Nacional 8, al cual se lo conoce como Ramal Pilar. El tronco central de la autopista continúa hasta el kilómetro 75 en Campana, donde finaliza y da continuación a la Autopista Buenos Aires-Rosario hacia la ciudad de Rosario.
Su denominación conmemora a Pascual Palazzo, renombrado ingeniero argentino, y hace alusión también a la Carretera Panamericana, una interconexión de rutas que une el continente americano desde Alaska hasta Argentina.

## Historia
En 1943 la Dirección Nacional de Vialidad presentó un plan de accesos a la ciudad de Buenos Aires. Con base en dicho plan, a fines de la década de 1940 se comenzó a construir lo que hoy día se conoce como Acceso Norte a la Ciudad de Buenos Aires. Esta autopista se construyó sobre una traza nueva y para su construcción se dividió en nueve tramos:
- Primer tramo: km 0,00 al km 3,87, desde Avenida General Paz hasta la calle Mariano Pelliza, inaugurado en 1955.
- Segundo tramo: km 3,87 al km 10,00, desde la calle mencionada a la Avenida Sucre y hasta el km 9,60 del ramal a Tigre.
- Tercer tramo: km 10,00 al km 15,17.
- Cuarto tramo: km 15,17 al km 21,10 en el ramal a Garín y al km 21,125 en el ramal a Pilar.
- Quinto tramo: km 21,10 al km 29,14 en el empalme con la antigua Ruta Nacional 9 en Garín. La construcción se extendió entre los años 1967 y 1969.[3][4]
- Primer tramo del acceso a Tigre: km 9,60 al km 13,50. La construcción comenzó en 1967.[3]
- Segundo tramo del acceso a Tigre: km 13,50 al km 17,21. La construcción comenzó en 1968.[5]
- Primer tramo del acceso a Pilar: km 21,125 al km 30,30.
- Segundo tramo del acceso a Pilar: km 30,30 a km 45,375, en el empalme con la antigua Ruta Nacional 8.

La Dirección Nacional de Vialidad licitó la construcción de los puentes independientemente de la pavimentación de los tramos de autopista.
Antes de la construcción de esta autopista, la Ruta Nacional 9 no contaba con un puente sobre el Río Reconquista, por lo que los automovilistas debían transitar por la localidad de San Fernando para poder cruzar dicho río por las rutas nacionales 197 o 202.
De acuerdo con la Ley de Reforma del Estado 23.696, sancionada el 17 de agosto de 1989, la Dirección Nacional de Vialidad debía concesionar el mantenimiento de la red troncal vial nacional. Luego de que el Estado Nacional concesionara los Corredores Viales, que eran los caminos de mayor caudal de tráfico durante el año 1990, el 30 de diciembre de 1992 procedió a concesionar la Red de Accesos a Buenos Aires en cuatro concursos públicos diferentes. En uno de ellos se encontraba la Avenida General Paz y el Acceso Norte en sus tres ramales: el ramal a Tigre (Ruta Nacional A003), el que conduce a Pilar (Ruta Nacional 8) y el ramal a Campana hasta la intersección con el camino que conduce al Puerto de Campana.
El 27 de septiembre de 1993 la empresa Autopistas del Sol firmó el contrato de concesión y el 8 de agosto de 1994 se hizo cargo de la zona de camino. Según lo indicado en el contrato, la concesionaria tuvo que realizar las obras de ensanche de la autopista troncal, incluyendo una autopista de 8 km entre la Avenida General Paz y el Camino de Cintura sin peaje, antes de habilitar las estaciones de cobro. De esta manera, entre 1994 y 1996 la empresa ejecutó obras por 424 millones de dólares.
En 2022, el entonces presidente Alberto Fernández, junto al entonces Ministro de Obras Públicas Gabriel Katopodis, anunció que había solicitado a la Dirección Nacional de Vialidad que iniciara una acción judicial para anular las concesiones, en cuyo caso pasaría toda la administración de la ruta a la concesionaría Corredores Viales (de la Dirección Nacional de Vialidad). 

## Cruces y lugares de interés
- Límite entre Ciudad Autónoma de Buenos Aires y Provincia de Buenos Aires - Partido de Vicente López
  - Empalme con Avenida General Paz (a Río de la Plata y Puente de la Noria) y Avenida Roberto Goyeneche (a Villa Urquiza) - Dot Baires Shopping
- Partido de Vicente López
  - Cruce bajo el Ramal CC del FC General Belgrano - Estación M. M. Padilla
  - Cruce sobre calle Francisco Laprida (a Puente Saavedra y Villa Martelli) - Estación Juan B. Justo del Ramal Retiro - Bartolomé Mitre del FC Bartolomé Mitre
  - Cruce sobre calles José de San Martín e Hipólito Yrigoyen a Florida este y oeste
  - Cruce sobre calle Marcelino Ugarte a Olivos y Munro
  - Cruce sobre calle Salvador Debenedetti (a La Lucila) - Centro comercial Norcenter
- Límite entre los partidos de Vicente López y San Isidro
  - Cruce sobre Avenida Paraná (a La Lucila y Villa Adelina) - Unicenter Shopping
- Partido de San Isidro
  - Cruce sobre calle Edison (a Martínez) y Avenida Fondo de la Legua (a Villa Martelli y Beccar)
  - Cruce bajo calle Thames (a Boulogne Sur Mer y Acassuso)
  - Cruce bajo Avenida Bernabé Márquez/Avelino Rolón (Ruta Provincial 4 a San Isidro y San Francisco Solano)
  - Empalme con Acceso Norte Ramal Tigre (Autopista A003) a Tigre
  - Cruce bajo calle Juan de San Martín (a Beccar y Villa Hidalgo)
  - Cruce bajo Avenida Camino Real (a Victoria)
- Límite entre los partidos de San Isidro, San Fernando y Tigre
  - Empalme con Camino Parque del Buen Ayre (a Merlo) y con Camino Bancalari-Nordelta (a Benavídez)
  - Cruce sobre Ramal Retiro-Rosario del FC Bartolomé Mitre y Río Reconquista
- Partido de Tigre
  - Cruce sobre Avenida Ángel Torcuato de Alvear/Ruta 202 (Ruta Provincial 23 a Virreyes y Moreno)
  - Cruce bajo calle Boulogne Sur Mer (a General Pacheco y Vicealmirante Montes)
  - Cruce sobre Avenida Hipólito Yrigoyen/Ruta 197 (Ruta Provincial 24 a Carupá y General Rodríguez)
- Límite entre los partidos de Tigre y Malvinas Argentinas (la autopista es el límite)
  - Empalme con Acceso Norte Ramal Pilar (Ruta Nacional 8) a Pilar y Villa Mercedes
  - Estación de Peaje Ricardo Rojas
  - Cruce sobre Avenida Henry Ford/Otto Krause (a El Talar y Tortuguitas)
  - Cruce sobre Ramal Victoria - Pergamino del FC Bartolomé Mitre
- Límite entre los partidos de Tigre y Escobar
  - Cruce sobre Avenida Benavídez (Ruta Provincial 27 a Tigre) y Avenida Belgrano (a Garín)
- Partido de Escobar
  - Cruce sobre Ruta Provincial 26 (a Dique Luján y Del Viso)
  - Cruce sobre Ruta Provincial 25 (a Belén de Escobar y Moreno)
- Límite entre los partidos de Escobar y Campana
  - Cruce sobre Río Luján (inicio de zona rural)
- Partido de Campana
  - Estación Río Luján del FC Bartolomé Mitre
  - Acceso a Ingeniero Otamendi
  - Cruce sobre Avenida 6 de Julio (a Puerto de Campana) - Límite de concesiones
  - Cruce sobre Ruta Provincial 6 (a Zárate y Lisandro Olmos)
- Límite entre los partidos de Campana y Zárate
  - Cruce sobre Arroyo de La Cruz
- Partido de Zárate
  - Empalme con Ruta Nacional 193 (a Solís) y Ruta Nacional 12 (a Complejo ferrovial Zárate-Brazo Largo y Posadas) - Desde este punto la Ruta Nacional 9 se denomina Autopista Buenos Aires-Rosario.